# Lagonosticta vinacea
Lagonosticta vinacea, "vinröd amarant", är en fågelart i familjen astrilder inom ordningen tättingar. Den betraktas oftast som en underart av maskamarant (Lagonosticta larvata), men urskiljs sedan 2016 som egen art av Birdlife International och IUCN.
Fågeln förekommer i Västafrika från Senegal till Guinea och västra Mali. Den kategoriseras av IUCN som livskraftig.